# Bison Dele
Bison Dele (ur. 6 kwietnia 1969 we Fresno jako Brian Carson Williams, uznany za zmarłego 7 lipca 2002 na Tahiti) – amerykański koszykarz, występujący na pozycji środkowego, mistrz NBA z 1997 roku.

## Życiorys
W 1987 wystąpił w meczu gwiazd amerykańskich szkół średnich - McDonald’s All-American.
W 1998 roku zmienił swoje imię i nazwisko na Bison Dele, aby uczcić swoich przodków – rdzennych Amerykanów (Czirokezi) oraz Afrykanów.

## Osiągnięcia
NCAA
- Uczestnik:
  - rozgrywek:
    - Sweet Sixteen turnieju NCAA (1989, 1991)
    - rundy 32 turnieju NCAA (1989, 1990, 1991)

  - turnieju NCAA (1988–1991)
- Mistrz:
  - sezonu regularnego konferencji pac-10 (1989–1991)
  - turnieju konferencji Pac-10 (1989, 1990)
- Zaliczony do I składu konferencji Pac-10 (1991)[4]

NBA
- Mistrz NBA (1997)[1]
- Lider play-off w skuteczności rzutów z gry (1999)[5]

Reprezentacja
- Wicemistrz świata U–19 (1987)[6]